# The Great Accident
The Great Accident è un film muto del 1920 diretto da Harry Beaumont. La sceneggiatura di Edfrid A. Bingham si basa sull'omonimo romanzo di Ben Ames Williams pubblicato a New York nel 1920 dopo essere uscito a puntate su The Saturday Evening Post dal settembre al novembre 1919. Il film aveva come interpreti Tom Moore, Jane Novak, Andrew Robson, Willard Louis, Lillian Langdon, Ann Forrest.

## Trama

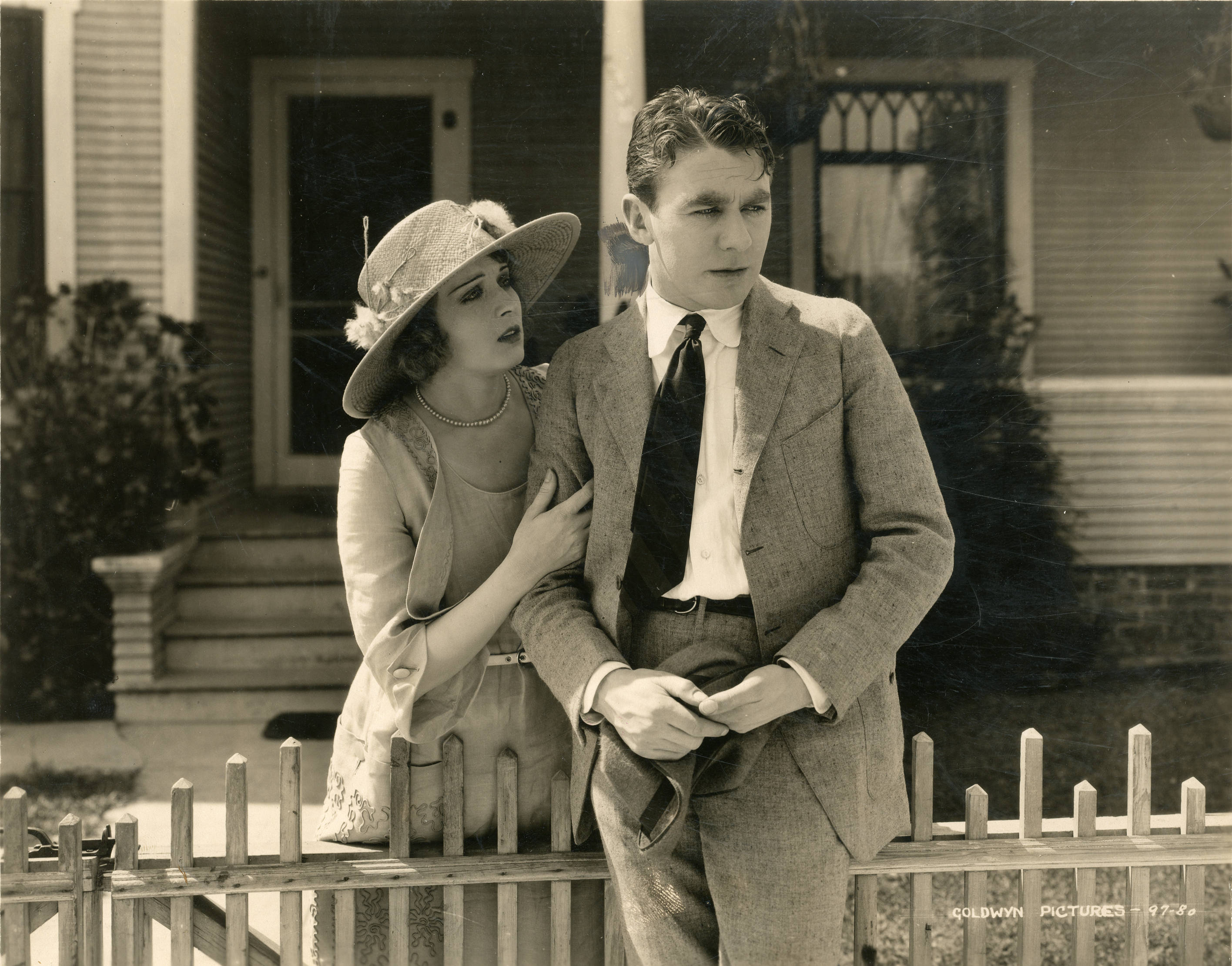
Jane Novak e Tom Moore

Winthrop Chase, fustigatore dei costumi e acceso proibizionista, corre per diventare sindaco. Suo figlio Wint, al contrario, è conosciuto per essere un giovanotto irresponsabile che si è reso famoso con le sue sbronze epocali. Wint è innamorato di Joan, la figlia di Amos Caretall, un potente boss politico. Questi, temendo la scalata di Winthrop, trova il modo di fermare la sua corsa a sindaco: il trucco è quello di cambiare alle votazioni il nome di Winthrop con quello del figlio. Così Wint, il giorno delle elezioni, dopo una delle sue solite folli notte di bevute, al mattino si risveglia sindaco. Con il sostegno di Joan, Wint mette la testa a posto e muta vita, ravvedendosi. Inizia così a ripulire la città dal vizio. La sua implacabile azione gli guadagna l'inimicizia di tutti i bar e i locali del posto che, cercando una soluzione, la trovano con l'aiuto di Hetty Morfee, una ex compagna di scuola del neo sindaco, la quale mette nei pasticci Mint accusandolo di avere avuto un figlio illegittimo da lui. Al momento cruciale, però, Hetty ammette di avere mentito: riabilitato, Mint si riconcilia con suo padre e ottiene la mano di Joan, definitivamente conquistata.

## Produzione
Il film fu prodotto dalla Goldwyn Pictures Corporation.

## Distribuzione
Il copyright del film, richiesto dalla Goldwyn Pictures, fu registrato il 4 giugno 1920 con il numero LP15216.

Distribuito dalla Goldwyn Distributing Company e presentato da Samuel Goldwyn, il film uscì nelle sale statunitensi nel giugno 1920. La Export Film Distribution lo distribuì in Francia nel 1928 con il titolo Adieu, whisky!. In Svezia, il film uscì come Borgmästaren i Hardiston.
Non si conoscono copie ancora esistenti della pellicola che viene considerata presumibilmente perduta.